# Chantal Louis
Chantal Louis (* 1969 in Gelsenkirchen) ist eine deutsche Journalistin und Autorin. Sie ist seit 1994 Redakteurin bei der Zeitschrift Emma.

## Leben
Louis studierte an der Universität Dortmund Journalistik und Politikwissenschaften und absolvierte ein Volontariat bei den Ruhr-Nachrichten. Danach arbeitete sie als freie Mitarbeiterin des WDR-Landesstudio Dortmund. Ein Auslandsstipendium führte sie in das westafrikanische Benin. Sie ist als freie Journalistin für Printmedien und Rundfunkanstalten tätig und veröffentlicht als Autorin und Herausgeberin Sachbücher zu meist feministischen und gesellschaftspolitischen Themen. Seit 1994 ist sie Redakteurin bei der Zeitschrift Emma, die den Untertitel Ein politisches Magazin für Menschen trägt. 
Für eine Reportage über die Bergmannsiedlung, in der sie aufgewachsen ist, erhielt sie 2010 den Internationalen Journalistenpreis der Ruhr 2010.

## Veröffentlichungen
- Chantal Louis, mit Tissy Bruns: Texte in Alice Schwarzer (Hrsg.): Damenwahl: Vom Kampf um das Frauenwahlrecht bis zur ersten Kanzlerin.[5] KiWi Taschenbücher Nr. 1082, Kiepenheuer & Witsch, Köln 2008, ISBN 978-3-4620-4068-5.
- Chantal Louis: Monika Hauser – Nicht aufhören anzufangen. Eine Ärztin im Einsatz für kriegstraumatisierte Frauen. Rüffer & Rub, Zürich 2008, ISBN 978-3-907625-41-5.
- Monika Hauser, Chantal Louis: Eine Ärztin im Einsatz für kriegstraumatisierte Frauen (2010), ISBN 978-3-8321-6121-7.[6]
- Chantal Louis: Ommas Glück / Das Leben meiner Großmutter in einer Demenz-WG (2015),[7][8] ISBN 978-3-462-04718-9.
- Alice Schwarzer, Chantal Louis (Hrsg.): Transsexualität. Was ist eine Frau? Was ist ein Mann? – Eine Streitschrift (2022).[9]

## Auszeichnungen
- Lorry (Journalistenpreis) Internationaler Journalistenpreis der Ruhr – Kategorie Print/Online (2010)[10]